# Beyoncé-diszkográfia
Ez Beyoncé Knowles amerikai R&B énekesnő eddigi zenei kiadványainak listája. Napjainkig négy stúdióalbuma, egy középlemeze, negyvennyolc kislemeze, és hat DVD albuma jelent meg a Columbia Records gondozásában. A korai, a Destiny’s Child együttessel felvett anyagok itt nem szerepelnek, ezek helye a Destiny’s Child-diszkográfia. Beyoncé szólókarrierje során eddig összesen 75 millió albumot és kislemezt adott el világszerte. Ezzel a kétezres évek egyik legsikeresebb előadójának számit.
Szólókarrierje 2003-ban kezdődött mikor kiadta első önálló stúdióalbumát, amely a Dangerously in Love címet kapta. A lemez csúcspozícióban nyitott a Billboard 200 hivatalos listáján, 317.000 eladott példánnyal. Napjainkig a felvételből több mint 11 millió darab kelt el világszerte. Az albumról négy kislemez jelent meg: a Crazy in Love, a Baby Boy, a Me, Myself & I és a Naughty Girl. A maxilemezek közül a Crazy in Love című dal összesen nyolc hétig vezette az amerikai Billboard Hot 100 slágerlistát.
Következő B'Day című stúdióalbumával Knowles ismét világsikert ért el. Hat kislemez jelent meg az albumról, ezek közül a Déjà Vu, az Irreplaceable, és a Beautiful Liar mind kiválóan szerepeltek a slágerlistákon, top 10-ben végezve az Egyesült Államokban és Európaszerte egyaránt.
A 2008 novemberében megjelent következő nagylemeze az I Am… Sasha Fierce lett sorrendben a harmadik stúdióalbuma amely első helyen nyitott a Billboard slágerlistáján. A felvétel olyan híres maxilemezeket tartalmazott mint az If I Were a Boy, vagy a Single Ladies (Put a Ring on It). A Single Ladies című szám egyébként kereskedelmileg Beyoncé legsikeresebb kislemezének számít 4,5 millió eladott példánnyal.
Negyedik stúdióalbuma a 4, 2011. június 28. jelent meg. Többek között két híresebb kislemez került kiadásra az albumról a Best Thing I Never Had és a Love On Top című felvételek.
2013. december 13-án teljesen váratlanul jelent meg az ötödik stúdióalbuma, a Beyoncé. Az album a Billboard 200 lista legtetején debütált, ezzel már ötödik listavezető albumát könyvelhette el magának. Megjelenésének harmadik napján minden idők legkelendőbb albumává vált az iTunes-on. A lemez legsikeresebb dala a "Drunk in Love" volt, amely a Billboard Hot 100 második helyéig jutott. Hatodik stúdióalbuma 2016. április 23-án jelent meg Lemonade címmel.
Magyarországon a Mahasz hivatalos rádiós slágerlistáján eddig kilenc saját száma és egy közreműködése jelent meg, ebből két szám az Irreplaceable és a Shakirával együtt rögzített Beautiful Liar listavezető lett. Nagylemezei közül a Magyar Hanglemez Kiadók archívuma szerint, a B'Day, és az I Am... Sasha Fierce című albuma is arany minősítést szerzett.

## Stúdióalbumok
| Év   | Album                                                       | Listás helyezések | Listás helyezések | Listás helyezések | Listás helyezések | Listás helyezések | Listás helyezések | Listás helyezések | Listás helyezések | Listás helyezések | Listás helyezések | Minősítések                     |
| Év   | Album                                                       | U.S.              | U.S. R&B          | UK                | AUS               | CAN               | IRL               | NET               | NZ                | GER               | HUN               | Minősítések                     |
| ---- | ----------------------------------------------------------- | ----------------- | ----------------- | ----------------- | ----------------- | ----------------- | ----------------- | ----------------- | ----------------- | ----------------- | ----------------- | ------------------------------- |
| 2003 | Dangerously in Love - Formátumok: CD                        | 1                 | 1                 | 1                 | 2                 | 1                 | 1                 | 4                 | 8                 | 1                 | 18                | - Egyesült Királyság: 1 100 000 |
| 2006 | B'Day - Formátumok: CD, digitális letöltés                  | 1                 | 1                 | 3                 | 8                 | 1                 | 3                 | 5                 | 8                 | 5                 | 22                | - Egyesült Királyság: 600 000   |
| 2008 | I Am… Sasha Fierce - Formátumok: CD, digitális letöltés     | 1                 | 1                 | 2                 | 8                 | 6                 | 1                 | 6                 | 16                | 17                | 8                 | - UK: 1 410 000                 |
| 2011 | 4 - Formátumok: CD, digitális letöltés                      | 1                 | 1                 | 1                 | 2                 | 3                 | 1                 | 2                 | 3                 | 5                 | 8                 | - Egyesült Királyság: 603 548   |
| 2013 | Beyoncé - Formátumok: CD, digitális letöltés                | 1                 | 1                 | 2                 | 1                 | 1                 | 2                 | 1                 | 2                 | 11                | 26                | - Egyesült Királyság: 418 000   |
| 2016 | Lemonade - Formátumok: Online streaming, digitális letöltés |                   |                   |                   |                   |                   |                   |                   |                   |                   |                   |                                 |

## Középlemezek/válogatások
- 2004: True Star: A Private Performance
- 2007: Irreemplazable
- 2008: Beyoncé Karaoke Hits, Vol. I

## Kislemezek
| Év                                                                          | Cím                                | Listás helyezések | Listás helyezések | Listás helyezések | Listás helyezések | Listás helyezések | Listás helyezések | Listás helyezések | Listás helyezések | Listás helyezések | Listás helyezések | Minősítések                     | Album                |
| Év                                                                          | Cím                                | U.S.              | U.S. R&B          | UK                | IRE               | CAN               | AUS               | NZ                | GER               | SWI               | HUN               | Minősítések                     | Album                |
| --------------------------------------------------------------------------- | ---------------------------------- | ----------------- | ----------------- | ----------------- | ----------------- | ----------------- | ----------------- | ----------------- | ----------------- | ----------------- | ----------------- | ------------------------------- | -------------------- |
| 2003                                                                        | Crazy in Love (Featuring Jay-Z)    | 1                 | 1                 | 1                 | 1                 | 2                 | 2                 | 2                 | 6                 | 3                 | 2                 | - US: Arany - UK: Ezüst         | Dangerously in Love  |
| 2003                                                                        | Baby Boy (Featuring Sean Paul)     | 1                 | 1                 | 2                 | 6                 | 2                 | 3                 | 2                 | 4                 | 5                 | -                 | - US: Arany - NZ: Platina       | Dangerously in Love  |
| 2003                                                                        | Me, Myself and I                   | 4                 | 2                 | 11                | 21                | 7                 | 11                | 6                 | 8                 | 41                | -                 | - US: Arany                     | Dangerously in Love  |
| 2004                                                                        | Naughty Girl                       | 3                 | 8                 | 10                | 14                | 2                 | 9                 | 6                 | 16                | 18                | -                 | - US: Arany - UK: Ezüst         | Dangerously in Love  |
| 2005                                                                        | Check on It                        | 1                 | 3                 | 3                 | 5                 | 5                 | -                 | 1                 | 11                | 7                 | 3                 | - US: Arany - NZ: Platina       | #1's                 |
| 2006                                                                        | Deja Vu (Featuring Jay-Z)          | 4                 | 1                 | 1                 | 3                 | 5                 | 8                 | 15                | 9                 | 3                 | 4                 | - US: Arany                     | B'Day                |
| 2006                                                                        | Ring the Alarm                     | 11                | 3                 | -                 | -                 | 45                | -                 | -                 | -                 | -                 | -                 | - US: Arany                     | B'Day                |
| 2006                                                                        | Upgrade U (Featuring Jay-Z)        | 59                | 11                | -                 | -                 | -                 | -                 | -                 | -                 | -                 | -                 |                                 | B'Day                |
| 2006                                                                        | Irreplaceable                      | 1                 | 1                 | 4                 | 1                 | 2                 | 1                 | 11                | 11                | 9                 | 1                 | - US: 2× Platina - NZ: Platina  | B'Day                |
| 2007                                                                        | Beautiful Liar (Featuring Shakira) | 3                 | 70                | 1                 | 1                 | 2                 | 5                 | 1                 | 1                 | 1                 | 1                 | - US: Platina - UK: Ezüst       | B'Day                |
| 2007                                                                        | Get Me Bodied                      | 68                | 10                | -                 | -                 | 42                | -                 | -                 | -                 | -                 | -                 |                                 | B'Day                |
| 2007                                                                        | Green Light                        | -                 | -                 | 12                | 46                | -                 | 17                | -                 | -                 | -                 | -                 |                                 | B'Day                |
| 2007                                                                        | Listen                             | 61                | 23                | 8                 | 6                 | -                 | -                 | -                 | 18                | -                 | -                 |                                 | Dreamgirls           |
| 2008                                                                        | If I Were a Boy                    | 3                 | 16                | 1                 | 2                 | 4                 | 3                 | 2                 | 3                 | 3                 | 5                 | - US: 2× Platina - UK: Arany    | I Am... Sasha Fierce |
| 2008                                                                        | Single Ladies (Put a Ring on It)   | 1                 | 1                 | 7                 | 4                 | 2                 | 5                 | 2                 | -                 | 40                | 14                | - US: 4× Platina - UK: Arany    | I Am... Sasha Fierce |
| 2009                                                                        | Diva                               | 19                | 3                 | 72                | 50                | -                 | 40                | 26                | -                 | -                 | -                 | - US: Arany                     | I Am... Sasha Fierce |
| 2009                                                                        | Halo                               | 5                 | 16                | 4                 | 4                 | 3                 | 3                 | 2                 | 6                 | 5                 | 17                | - US: 2× Platina - SWI: Platina | I Am... Sasha Fierce |
| 2009                                                                        | Ego                                | 39                | 3                 | -                 | -                 | -                 | -                 | 11                | -                 | -                 | -                 | - NZ: Arany                     | I Am... Sasha Fierce |
| 2009                                                                        | Sweet Dreams                       | 10                | 48                | 5                 | 4                 | 17                | 2                 | 1                 | 8                 | 16                | 7                 | - US: Platina - NZ: Platina     | I Am... Sasha Fierce |
| 2009                                                                        | Broken-Hearted Girl                | 102               | -                 | 27                | 20                | -                 | 14                | -                 | 14                | 79                | -                 |                                 | I Am... Sasha Fierce |
| 2009                                                                        | Video Phone                        | 65                | 37                | 63                | -                 | -                 | 31                | 32                | -                 | -                 | -                 |                                 | I Am... Sasha Fierce |
| 2011                                                                        | Run the World (Girls)              | 29                | 30                | 11                | 11                | 16                | 10                | 9                 | -                 | 22                | -                 | - US: Arany - NZ: Arany         | 4                    |
| 2011                                                                        | Best Thing I Never Had1            | 16                | 4                 | 3                 | 2                 | 27                | 17                | 5                 | 29                | 35                | -                 | - US: Arany - NZ: Arany         | 4                    |
| 2011                                                                        | Countdown                          | 71                | 12                | 35                | 45                | 62                | -                 | -                 | -                 | -                 | -                 |                                 | 4                    |
| 2011                                                                        | Love on Top1                       | 20                | 1                 | 13                | 21                | 65                | 20                | 14                | -                 | -                 | -                 | - US: Arany                     | 4                    |
| 2012                                                                        | End of Time                        | 113               | -                 | 39                | 27                | -                 | -                 | -                 | -                 | -                 | -                 |                                 | 4                    |
| Magyar listás helyezések a Mahasz Rádiós Top 40-ben elért eredmény alapján. |                                    |                   |                   |                   |                   |                   |                   |                   |                   |                   |                   |                                 |                      |

1 Habár a Love on Top, valamint a Best Thing I Never Had című felvételek nem kerültek be a Mahasz Rádiós Top 40-be, az Editors’ Choice listán viszont sorrendben a 38. és 18. helyen chartoltak.

## Kislemezek közreműködőként
| Év                                                                          | Cím                                                     | Listás helyezések | Listás helyezések | Listás helyezések | Listás helyezések | Listás helyezések | Listás helyezések | Listás helyezések | Listás helyezések | Listás helyezések | Listás helyezések | Minősítések                      | Album                                 |
| Év                                                                          | Cím                                                     | U.S.              | U.S. R&B          | UK                | IRE               | CAN               | AUS               | NZ                | GER               | SWI               | HUN               | Minősítések                      | Album                                 |
| --------------------------------------------------------------------------- | ------------------------------------------------------- | ----------------- | ----------------- | ----------------- | ----------------- | ----------------- | ----------------- | ----------------- | ----------------- | ----------------- | ----------------- | -------------------------------- | ------------------------------------- |
| 2000                                                                        | I Got That (Featuring Amil)                             | -                 | 101               | -                 | -                 | -                 | -                 | -                 | -                 | -                 | -                 |                                  | All Money Legal                       |
| 2002                                                                        | '03 Bonnie & Clyde (Featuring Jay-Z)2                   | 4                 | 2                 | 2                 | 8                 | 6                 | 2                 | 4                 | 6                 | 1                 | -                 | - US: Arany - AUS: Platina       | The Blueprint 2: The Gift & The Curse |
| 2007                                                                        | Hollywood (Featuring Jay Z)                             | -                 | 58                | -                 | -                 | -                 | 98                | -                 | -                 | -                 | -                 |                                  | Kingdom Come                          |
| 2007                                                                        | Amor Gitano (Featuring Alejandro Fernández)             | -                 | -                 | -                 | -                 | -                 | -                 | -                 | -                 | -                 | -                 |                                  | Viento a Favor                        |
| 2007                                                                        | Until the End of Time (Featuring Justin Timberlake)     | 17                | 3                 | -                 | -                 | -                 | -                 | 31                | -                 | -                 | -                 | - US: Arany                      | FutureSex/LoveSounds                  |
| 2008                                                                        | Love in This Club, Part II (Featuring Usher, Lil Wayne) | 18                | 7                 | 96                | -                 | 69                | -                 | -                 | -                 | -                 | -                 | - US: Platina                    | Here I Stand                          |
| 2010                                                                        | Put It in a Love Song (Featuring Alicia Keys)           | 102               | 60                | -                 | 26                | 71                | -                 | 24                | -                 | -                 | -                 |                                  | The Element of Freedom                |
| 2010                                                                        | Telephone (Featuring Lady Gaga)                         | 3                 | -                 | 1                 | 1                 | 3                 | 3                 | 3                 | 3                 | 3                 | 4                 | - AUS: 3× Platina - SWI: Platina | The Fame Monster                      |
| 2012                                                                        | Lift Off (Featuring Jay Z)                              | 121               | -                 | 48                | -                 | -                 | 81                | -                 | -                 | -                 | -                 |                                  | Watch the Throne                      |
| Magyar listás helyezések a Mahasz Rádiós Top 40-ben elért eredmény alapján. |                                                         |                   |                   |                   |                   |                   |                   |                   |                   |                   |                   |                                  |                                       |

2 Habár a 03 Bonnie & Clyde című felvétel nem került be a Mahasz Rádiós Top 40-be, az Editors’ Choice listán viszont a 30. helyen chartolt.

## Promociós lemezek
| Év   | Cím                      | Listás helyezések | Listás helyezések | Listás helyezések | Listás helyezések | Listás helyezések | Listás helyezések | Listás helyezések | Listás helyezések | Listás helyezések | Listás helyezések | Album                          |
| Év   | Cím                      | U.S.              | U.S. R&B          | UK                | IRE               | CAN               | AUS               | NZ                | GER               | SWI               | HUN               | Album                          |
| ---- | ------------------------ | ----------------- | ----------------- | ----------------- | ----------------- | ----------------- | ----------------- | ----------------- | ----------------- | ----------------- | ----------------- | ------------------------------ |
| 2003 | Daddy                    | -                 | -                 | -                 | -                 | -                 | -                 | -                 | -                 | -                 | -                 | Dangerously in Love            |
| 2003 | What's It Gonna Be       | -                 | -                 | -                 | -                 | -                 | -                 | -                 | -                 | -                 | -                 | Live at Wembley                |
| 2003 | Summertime               | 108               | 35                | -                 | -                 | -                 | -                 | -                 | -                 | -                 | -                 | The Fighting Temptations       |
| 2004 | The Star-Spangled Banner | -                 | -                 | -                 | -                 | -                 | -                 | -                 | -                 | -                 | -                 | Nem albumon jelent meg         |
| 2006 | One Night Only           | -                 | -                 | 67                | -                 | -                 | -                 | -                 | -                 | -                 | -                 | Dreamgirls                     |
| 2009 | Si Yo Fuera un Chico     | -                 | -                 | -                 | -                 | -                 | -                 | -                 | -                 | -                 | -                 | I Am... Sasha Fierce           |
| 2009 | Sing a Song              | -                 | -                 | -                 | -                 | -                 | -                 | -                 | -                 | -                 | -                 | Wow! Wow! Wubbzy!: Sing-a-Song |
| 2010 | Fever                    | -                 | -                 | -                 | -                 | -                 | -                 | -                 | -                 | -                 | -                 | Heat                           |
| 2010 | Why Don't You Love Me    | -                 | -                 | 51                | -                 | -                 | 73                | -                 | -                 | -                 | -                 | I Am... Sasha Fierce           |
| 2010 | Wishing On a Star        | -                 | 101               | -                 | -                 | -                 | -                 | -                 | -                 | -                 | -                 | Nem albumon jelent meg         |
| 2011 | 1+1                      | 57                | 105               | 71                | -                 | 82                | -                 | -                 | -                 | -                 | -                 | 4                              |
| 2011 | Party                    | 50                | 2                 | -                 | -                 | -                 | -                 | -                 | -                 | -                 | -                 | 4                              |

## Vendégszereplések
| Év   | Dal                                                        | Album                                                    |
| ---- | ---------------------------------------------------------- | -------------------------------------------------------- |
| 1999 | Crazy Feelings (Missy Elliott featuring Beyoncé)           | Da Real World                                            |
| 2002 | Nothing out There for Me (Missy Elliott featuring Beyoncé) | Under Construction                                       |
| 2003 | Naive (Solange Knowles featuring Beyoncé és Da Brat)       | Solo Star                                                |
| 2003 | "The Closer I Get to You" (duett Luther Vandrossal)        | Dance with My Father                                     |
| 2003 | Bienvenue ([IAM featuring Beyoncé)                         | Revoir un Printemps                                      |
| 2005 | So Amazing (duett Stevie Wonderrel)                        | So Amazing: An All-Star Tribute to Luther Vandross       |
| 2008 | Honesty                                                    | Mathew Knowles & Music World Present Vol.1: Love Destiny |
| 2009 | Venus vs. Mars (Jay Z featuring Beyoncé)                   | The Blueprint 3                                          |
| 2010 | See Me Now (Kanye West featuring Beyoncé, Charlie Wilson)  | My Beautiful Dark Twisted Fantasy                        |
| 2011 | Love a Woman (Mary J. Blige featuring Beyoncé)             | My Life II... The Journey Continues (Act 1)              |

## Főcímdalok
| Év   | Dal | Film                               |
| ---- | --- | ---------------------------------- |
| 1999 | After All Is Said and Done (Marc Nelson közreműködésével)                                                                               | The Best Man                       |
| 2000 | Have Your Way (Kelly Rowland közreműködésével)                                                                                          | His Woman His Wife                 |
| 2001 | If Looks Could Kill (You Would Be Dead) (Mos Def és Sam Sarpong közreműködésével)                                                       | Carmen - Egy hiphopera             |
| 2001 | Cards Never Lie (Wyclef Jean és Rah Digga közreműködésével)                                                                             | Carmen - Egy hiphopera             |
| 2001 | The Last Great Seduction (Mekhi Phifer közreműködésével)                                                                                | Carmen - Egy hiphopera             |
| 2001 | Stop That! (Mekhi Phifer közreműködésével)                                                                                              | Carmen - Egy hiphopera             |
| 2002 | Work It Out | Austin Powers 3. - Aranyszerszám   |
| 2002 | Hey Goldmember (Foxxy Cleopatra featuring Devin and Solange Knowles)                                                                    | Austin Powers 3. - Aranyszerszám   |
| 2003 | Keep Giving Your Love to Me | Bad Boys II                        |
| 2003 | Fighting Temptation (Missy Elliott, Free és MC Lyte közreműködésével)                                                                   | Kísértés két szólamban             |
| 2003 | Fever | Kísértés két szólamban             |
| 2003 | Everything I Do (duett Bilallal) | Kísértés két szólamban             |
| 2003 | Swing Low, Sweet Chariot | Kísértés két szólamban             |
| 2003 | He Still Loves Me (Walter Williams Sr. of The O'Jays és Angie Stone közreműködésével)                                                   | Kísértés két szólamban             |
| 2003 | Time to Come Home (Angie Stone és Melba Moore közreműködésével)                                                                         | Kísértés két szólamban             |
| 2003 | Summertime (P. Diddy közreműködésével)                                                                                                  | Kísértés két szólamban             |
| 2003 | Crazy in Love (Jay-Z közreműködésével)                                                                                                  | White Chicks                       |
| 2003 | Crazy in Love (Jay-Z közreműködésével)                                                                                                  | Bridget Jones: Mindjárt megőrülök! |
| 2005 | Wishing on a Star | Roll Bounce                        |
| 2006 | Check on It (featuring Slim Thug) | Rózsaszín párduc                   |
| 2006 | Woman Like Me | Rózsaszín párduc                   |
| 2006 | Move (with Jennifer Hudson és Anika Noni Rose közreműködésével)                                                                         | Dreamgirls                         |
| 2006 | Fake Your Way to the Top (Eddie Murphy, Jennifer Hudson és Anika Noni Rose közreműködésével)                                            | Dreamgirls                         |
| 2006 | Cadillac Car (with Eddie Murphy, Jennifer Hudson, Anika Noni Rose, Rory O'Malley, Laura Bell Bundy és Anne Warren közreműködésével)     | Dreamgirls                         |
| 2006 | Steppin’ to the Bad Side (Jamie Foxx, Keith Robinson, Hinton Battle, Eddie Murphy, Jennifer Hudson és Anika Noni Rose közreműködésével) | Dreamgirls                         |
| 2006 | I Want You Baby (Eddie Murphy, Jennifer Hudson, és Anika Noni Rose közreműködésével)                                                    | Dreamgirls                         |
| 2006 | Family (Keith Robinson, Jennifer Hudson, Jamie Foxx és Anika Noni Rose közreműködésével)                                                | Dreamgirls                         |
| 2006 | Dreamgirls (Jennifer Hudson és Anika Noni Rose közreműködésével)                                                                        | Dreamgirls                         |
| 2006 | It’s All Over (Jennifer Hudson, Jamie Foxx, Anika Noni Rose, Keith Robinson és Sharon Leal közreműködésével)                            | Dreamgirls                         |
| 2006 | One Night Only (Disco) (Anika Noni Rose és Sharon Leal közreműködésével)                                                                | Dreamgirls                         |
| 2006 | Listen | Dreamgirls                         |
| 2006 | Hard to Say Goodbye (Anika Noni Rose és Sharon Leal közreműködésével)                                                                   | Dreamgirls                         |
| 2006 | Dreamgirls (Finale) (Jennifer Hudson, Anika Noni Rose és Sharon Leal közreműködésével)                                                  | Dreamgirls                         |
| 2006 | When I First Saw You (Jamie Foxx közreműködésével)                                                                                      | Dreamgirls                         |
| 2006 | Heavy (Jennifer Hudson és Anika Noni Rose közreműködésével)                                                                             | Dreamgirls                         |
| 2006 | I’m Somebody (Anika Noni Rose és Sharon Leal közreműködésével)                                                                          | Dreamgirls                         |
| 2006 | Lorrell Loves Jimmy/Family (Reprise) (Anika Noni Rose és Sharon Leal közreműködésével)                                                  | Dreamgirls                         |
| 2006 | Step on Over (Anika Noni Rose és Sharon Leal közreműködésével)                                                                          | Dreamgirls                         |
| 2006 | Dreamgirls (Finale) (Jennifer Hudson, Anika Noni Rose és Sharon Leal közreműködésével)                                                  | Dreamgirls                         |
| 2006 | Family (End Title Version) (Keith Robinson, Jennifer Hudson, Jamie Foxx és Anika Noni Rose közreműködésével)                            | Dreamgirls                         |
| 2006 | One Night Only (Dance Mix) (Anika Noni Rose és Sharon Leal közreműködésével)                                                            | Dreamgirls                         |
| 2007 | Daddy | Daddy's Little Girls               |
| 2007 | Flaws and All | Why Did I Get Married?             |
| 2008 | At Last | Cadillac Records                   |
| 2008 | Once in a Lifetime | Cadillac Records                   |
| 2008 | I’d Rather Go Blind | Cadillac Records                   |
| 2008 | Trust in Me | Cadillac Records                   |
| 2008 | All I Could Do Is Cry | Cadillac Records                   |
| 2009 | Smash into You | Obsessed                           |

## DVD-k
- Live at Wembley
- Beyoncé The Ultimate Performer
- B'Day Anthology
- Irreemplazable
- The Beyoncé Experience Live
- BET Presents Beyoncé

## Szóló videóklipek
| Év   | Videóklip                                                  | Album                            | Rendező                             |
| ---- | ---------------------------------------------------------- | -------------------------------- | ----------------------------------- |
| 2002 | Work It Out                                                | Austin Powers 3. - Aranyszerszám | Matthew Rolston                     |
| 2003 | Crazy in Love (featuring Jay-Z)                            | Dangerously in Love              | Jake Nava                           |
| 2003 | Fighting Temptation (Missy Elliott, Free és MC Lyte)       | Kísértés két szólamban           | Antti Jokinen                       |
| 2003 | Baby Boy (featuring Sean Paul)                             | Dangerously in Love              | Jake Nava                           |
| 2004 | Me, Myself and I                                           | Dangerously in Love              | Johan Renck                         |
| 2004 | Naughty Girl                                               | Dangerously in Love              | Jake Nava                           |
| 2005 | Check on It (Bun B és Slim Thug)                           | Rózsaszín párduc                 | Hype Williams                       |
| 2006 | Déjà Vu (featuring Jay-Z)                                  | B'Day                            | Sophie Muller                       |
| 2006 | Ring the Alarm                                             | B'Day                            | Sophie Muller                       |
| 2006 | Irreplaceable Irreemplazable                               | B'Day                            | Anthony Mandler                     |
| 2006 | Listen                                                     | Dreamgirls                       | Diane Martel                        |
| 2006 | Listen (Vogue Shoot Version)                               | Dreamgirls                       | Matthew Rolston                     |
| 2007 | Upgrade U (featuring Jay-Z)                                | B'Day                            | Melina Matsoukas                    |
| 2007 | Beautiful Liar (with Shakira)                              | B'Day                            | Jake Nava                           |
| 2007 | Kitty Kat/Green Light                                      | B'Day                            | Melina Matsoukas                    |
| 2007 | Flaws and All                                              | B'Day                            | Beyoncé                             |
| 2007 | Get Me Bodied (Extended Mix) Get Me Bodied (Timbaland Mix) | B'Day                            | Anthony Mandler                     |
| 2007 | Freakum Dress                                              | B'Day                            | Ray Kay                             |
| 2007 | Suga Mama                                                  | B'Day                            | Melina Matsoukas                    |
| 2007 | Still in Love (Kissing You)                                | B'Day                            | Cliff Watts                         |
| 2008 | If I Were a Boy Si Yo Fuera un Chico                       | I Am... Sasha Fierce             | Jake Nava                           |
| 2008 | Single Ladies (Put a Ring on It)                           | I Am... Sasha Fierce             | Jake Nava                           |
| 2008 | Diva                                                       | I Am... Sasha Fierce             | Melina Matsoukas                    |
| 2008 | Halo                                                       | I Am... Sasha Fierce             | Philip Andelman                     |
| 2008 | "At Last"                                                  | Cadillac Records                 | Darnell Martin                      |
| 2009 | Ego                                                        | I Am... Sasha Fierce             | Frank Gatson és Beyoncé             |
| 2009 | "Broken-Hearted Girl"                                      | I Am... Sasha Fierce             | Sophie Muller                       |
| 2009 | Sweet Dreams                                               | I Am... Sasha Fierce             | Adria Petty                         |
| 2009 | Video Phone (Extended Remix)"(featuring Lady Gaga)         | I Am... Sasha Fierce             | Hype Williams                       |
| 2010 | Why Don't You Love Me                                      | I Am... Sasha Fierce             | Melina Matsoukas és Beyoncé         |
| 2011 | Move Your Body                                             |                                  | Melina Matsoukas                    |
| 2011 | Run the World (Girls)                                      | 4                                | Francis Lawrence                    |
| 2011 | Best Thing I Never Had                                     | 4                                | Diane Martel                        |
| 2011 | 1+1                                                        | 4                                | Beyoncé, Laurent Briet, és Ed Burke |
| 2011 | Countdown                                                  | 4                                | Adria Petty, Beyoncé                |
| 2011 | Love on Top                                                | 4                                | Ed Burke                            |
| 2011 | Party (Beyoncé featuring J. Cole)                          | 4                                | Beyoncé és Alan Ferguson            |
| 2011 | Dance for You                                              | 4                                | Beyoncé és Alan Ferguson            |

## Vendégszereplések videóklipekben
| Év   | Videó                 | Előadó                        | Album                                | Rendező               |
| ---- | --------------------- | ----------------------------- | ------------------------------------ | --------------------- |
| 2000 | I Got That            | Amil featuring Beyoncé        | All Money Is Legal                   | Darren Grant és Jay-Z |
| 2002 | ‘03 Bonnie & Clyde    | Jay-Z featuring Beyoncé       | The Blueprint²: The Gift & the Curse | Chris Robinson        |
| 2010 | Telephone             | Lady Gaga featuring Beyoncé   | The Fame Monster                     | Jonas Åkerlund        |
| 2010 | Put It in a Love Song | Alicia Keys featuring Beyoncé | The Element Of Freedom               | Melina Matsoukas      |

## Külső hivatkozások
- hivatalos amerikai website
- hivatalos brit website
- Magyar Rajongói Oldal
- Beyoncé az AllMusicon
- Beyoncé az Internet Movie Database oldalon (angolul)